# パロスコ
パロスコ（伊: Palosco  ( 音声ファイル)）は、イタリア共和国ロンバルディア州ベルガモ県にある、人口約5,700人の基礎自治体（コムーネ）。

## 地理

### 位置・広がり
ベルガモ県南東部のコムーネ。県都ベルガモから南東へ18km、ブレシアから西へ30km、州都ミラノから東北東へ52kmの距離にある。

#### 隣接コムーネ
隣接するコムーネは以下の通り。括弧内のBSはブレシア県所属を示す。
- ボルガレ
- カルチナーテ
- チヴィダーテ・アル・ピアーノ
- マルティネンゴ
- モルニーコ・アル・セーリオ
- パラッツォーロ・スッローリオ (BS)
- ポントーリオ (BS)
- テルガーテ

### 地震分類
イタリアの地震リスク階級 (it) では、3 に分類される
。

## スポーツ

### モータースポーツ
レーシングチームフォンドメタルが本拠・ファクトリーを当地に置いた。1991年から1992年の2シーズンはフォーミュラ1に参戦した。